# 생성
철학에서 생성(生成, 영어: Becoming)은 존재하는 실체의 변화의 가능성이다.
온톨로지 철학 연구에서 생성의 개념은 기원전 6세기의 철학자 헤라클레이토스와 함께 고대 그리스에서 기원하였으며 그는 이 세상이 변화와 생성을 제외하고는 고정성이 있다고 언급하였다.